# 독신세
독신세(獨身稅)는 결혼하지 않은 사람에게 특별히 걷는 세금이다. 싱글세나 1인가구세라고도 한다.
고대 그리스와 로마에서는 결혼 적령기를 넘긴 노총각에게 특별 세금을 부과했다. 만약 30세가 넘도록 미혼으로 남아있으면 선거권을 박탈당했다. 저출산 대비책으로 제안되기도 한다.

## 사례
- 2014년 9월 4일에 손숙미 인구보건복지협회 회장이 여성신문에 기고한 글에서 "싱글세는 개인 삶의 방식에 대한 침해나 결혼과 출산을 강요하고자 하는 의도가 아니라 사회 구성원으로서 사회문제에 대한 책임의식과 결혼과 출산에 대한 사회적 의미를 부여하는 정책으로 인식되는 것이 필요하다."고 말했다.[1]
- 2014년 11월 12일자 매일경제신문 기사에 따르면, 보건복지부 관계자가 매일경제신문 기자와의 대화에서 "앞으로 몇 년 후에는 '싱글세(1인가구 과세)'를 매겨야 할지도 모르겠습니다."라며 "장기적으로는 (싱글세와 같은) 페널티 정책으로 갈 수밖에 없을 것"이라고 말했다.[2]
- 이에 대해 보건복지부에서는 11월 12일에 "'싱글세' 등과 같이 페널티를 부과하는 방안은 전혀 검토하고 있지 않으며, 싱글세는 저출산 문제의 심각성을 표현한 말이 잘못 전달된 것임을 알려드립니다."라고 밝혔다.[3]

### 소수공제자 추가 공제 제도 폐지
- 대한민국 정부는 2007년에 "소수공제자 추가 공제" 제도를 폐지했다. 이는 연말정산을 할 때, 부양가족이 적은 1인 가구, 2인 가구(자녀가 없는 부부)에게 추가로 소득공제를 하는 제도였다. 그런데 가족 수가 적을수록 인적공제액이 많게 되는 문제점이 있고, 선진국의 경우에도 유사한 제도가 없기에 폐지한 것이다. 대신에 정부는 "다자녀가구 추가 공제" 제도를 도입했다.[4][5] (즉, 직접적으로 세금을 걷지 않고, 연말정산 소득공제를 폐지함으로써 간접적으로 세금을 걷은 것이다.)
- 그러나 2009년 5월 17일에 조세연구원 및 국세청의 자료에 따르면, 여전히 독신가구에 비해 다자녀가구의 세부담이 상대적으로 높은 것으로 나타났다.[6]
- 대신에 세금을 내는 근로자는 크게 늘었다.[7]
- 월 300만원을 받는 미혼인 회사원 A씨는 매달 근로소득세 원천 징수액이 8만 8510원이다. 반면 전업주부 배우자와 20세 이하 자녀가 두명 있는 B씨는월 300만원을 받는데도 1만 8810원을 낸다. 두 사람이 받는 월급은 같은데 근로소득세만 놓고 볼때 A씨는 B씨보다 1년에 약 84만원을 더낸다. 이는 소득세법상 인적 공제가 있기 때문에 자녀나 배우자가 있으면 공제를 더 받을 수 있는 법 때문이다.

## 같이 보기
- 무자녀세